# Алфёров, Игорь Александрович
И́горь Алекса́ндрович Алфёров (укр. Ігор Олександрович Алфьоров; 1930—1978) — советский архитектор украинского происхождения.

## Биография
Родился 25 января 1930 года в селе Константиновка (ныне Марьинский район, Донецкая область, Украина).
- В 1955 году окончил Харьковский инженерно-строительный институт.
- В 1965—1975 — главный архитектор Харькова.
- В 1975—1978 — первый заместитель главы Госстроя УССР.

Умер 13 февраля 1978 года. Похоронен в Киеве на Байковом кладбище.

## Творчество
Принимал участие в разработке генеральных планов следующих городов:
- Подольск (тогда Котовск, 1957);
- Новый Донбасс (1958);
- Гуляйполе, Белополье, Ворожба (все — 1960);
- Жёлтые Воды (1963);
- Харьков (1967).

В 1961—1962 годах — руководитель разработки генерального плана Ханоя (Вьетнам).
Соавтор монумента в честь провозглашения Советской власти на Украине (Харьков, 1975) и мемориального комплекса Славы (Мемориал (Харьков), 1977).

## Премии
- Государственная премия УССР имени Т. Г. Шевченко (1977) — за монумент в Харькове в честь провозглашения Советской власти